# Festival cinéma muet et piano parlant d'Anères
 (juin 2017).
Si vous disposez d'ouvrages ou d'articles de référence ou si vous connaissez des sites web de qualité traitant du thème abordé ici, merci de compléter l'article en donnant les références utiles à sa vérifiabilité et en les liant à la section « Notes et références ».
Le Festival d'Anères, cinéma muet et piano parlant  est un festival consacré au cinéma muet, qui se tient chaque année à la Pentecôte dans le petit village d'Anères, dans les Hautes-Pyrénées.
Particulière dans le fait qu'elle soit libre d'entrée (et non pas gratuite) et que la participation se fasse « au chapeau » sous forme de cochon tirelire géant, cette manifestation accueille un nombre grandissant de visiteurs.

## Historique
En août 1998, le 22 précisément, l'association Remue-Méninges invitait l'association Ciné-Bastringue à Anères pour une soirée exceptionnelle au Café du Village et la projection de l’un des chefs-d'œuvre du burlesque américain des années 1920 : La croisière du Navigator de Buster Keaton. Plus de cent personnes étaient venues d’Anères et de ses environs pour assister à cette séance en plein air.
Le souvenir laissé par cette séance à toutes les personnes présentes incita les associations Remue-Méninges et Ciné-Bastringue à envisager une suite. Le lendemain de la projection, la décision était prise de recommencer en 1999. Sans rien perdre du côté artisanal et convivial de la séance passée, il fallait créer le "Festival d’Anères ".

## Le bijou du festival
En avril Remue Méninges organise le tournage d'un court-métrage ensuite projeté au festival. C'est ce que tout le monde attend au festival, avec l'apéro d'ouverture bien entendu!  

## Du cinéma muet qui s'écoute!
Le Festival d'Anères propose de façon systématique un accompagnement musical en direct sur les films muets. Avec des musiciens (professionnels et invités par le festival le plus souvent), au pied de l'écran, le but est de rapprocher de nouveau le cinéma et le spectacle vivant, de faire de chaque projection un événement unique...
De plus, un atelier a été créé il y a quelques années qui a pour but de rassembler des musiciens "amateurs". Il se rassemblent plusieurs mois auparavant et de façon régulière afin de proposer un accompagnement sur un film projeté dans la "grande salle".

## Le festival d'Anères hors les murs et pour les jeunes
Depuis quelques années, le Festival d'Anères déborde quelque peu de son cadre naturel en proposant, ici et là, quelques séances de cinéma muet, afin de partager cette "culture muette". Des projections ont donc lieu dans des hôpitaux, dans des centre d’accueil, dans des maisons de retraite... Et tout ça toujours en musique!
Le festival propose aussi des séances dites scolaires pour les collèges et écoles primaires des alentours.

## Les lieux du festival
-La Salle de Cinéma (connue localement sous le nom de "Salle des Fêtes") :

Pendant la durée du festival, la salle des fêtes polyvalente du village se transforme en salle de cinéma, avec une capacité d'accueil de 450 places. Elle est surnommée "la Grande salle" et accueille les projections 
-Le Chapiteau :

En plus des séances de cinéma, le festival programme sur trois soirs des spectacles/concerts à 19h. Dressé en plein centre du village, le chapiteau accueille également le bal de clôture et abrite un fumoir-boudoir où les festivaliers peuvent s'installer pour consulter des titres de presse locale et nationale, la revue de presse du festival et visionner les courts-métrages et reportages sur les précédentes éditions. C'est un endroit très convivial et apprécié de tous!
-L'église Saint-Pierre d'Anères :

C'est dans ce monument qu'a lieu un concert le samedi soir, en parallèle avec une séance de cinéma traditionnellement très fréquentée. C’est aussi l’occasion de faire vivre cette très belle petite église d’Anères et de la faire découvrir au public. 
-La salle jeune :

La salle jeune (Super 8), comme son nom l'indique accueille les plus (ou moins) jeunes du festival elle projette le samedi et vendredi 4 séances (deux par jour) à 14h30 et 17h30. Les séances contiennent des films d'animations et des courts-métrages muets eux aussi accompagnés en direct. Une séance dure normalement entre 20 et 30 minutes. Pour garder "l'aspect jeune" la salle se trouve dans une grange et l'on s'assoit sur des matelas et coussins, elle est gérée exclusivement par des jeunes de 15ans. Le samedi soir à minuit est proposé à tout le monde un concert. Le super8 fête en 2013 ses 10 ans. 
-La salle "vieux" :

la salle "Vieux" est une référence aux films projetés sur le Pathé Baby de 1922.

## Le festival vert
Le Festival d'Anères n’a pas attendu le « Grenelle de l’environnement » pour penser et agir « vert » et « développement durable ». Au départ, il s’agit même d’un état d’esprit général qui va au-delà de la seule problématique environnementale. Les organisateurs du festival cherchent à partager avec le public un esprit qui place l’humain au centre de tout, avec des valeurs de respect et de partage. Les actions entreprises au fil des ans pour la protection de l’environnement découlent naturellement de cet état d’esprit. 
Le festival jette le moins possible et trie tout le possible.

## Le muet du mois
Entre octobre 2004 et décembre 2007, Anères est devenue avec Paris et Lyon l’un des trois sites présentant les avant-premières des films muets diffusés sur Arte dans le cadre du « muet du mois »[réf. nécessaire]. Ce partenariat avec Arte a ainsi permis au Festival d’Anères de proposer aux plus assidus de ses spectateurs de venir partager quelques séances en plein cœur de l’hiver, le premier vendredi de chaque mois.